# Emil Vodder
Emil Vodder (Copenhague, 20 de febrero de 1896-17 de febrero de 1986), estudio lenguas, canto, biología, mineralogía, citología y fisioterapia. Sus estudios de medicina se interrumpieron a causa de una fiebre de malta, a pesar de lo cual dedicó su vida a desarrollar, junto a su mujer la Dra. Estrid Vodder, un método que mejorara y ayudara a los enfermos.

## Su investigación
Mientras trabajaba en la Riviera francesa el tratamiento de pacientes con resfriados crónicos, se dieron cuenta de estos pacientes tenían ganglios linfáticos inflamados. 
En el año 1932, el sistema linfático era todavía aun semidesconocido, no solo para los masajistas, sino incluso para los médicos.  El concepto más generalizado de entonces era evitar su masaje o manipulación, ya que se pensaba que esto sólo podía acarrear problemas por la posibilidad de que se propagaran (por vía linfática) gérmenes patógenos u otros productos perjudiciales para la salud. Sin embargo, aquella opinión tan generalizada satisfizo poco a Vodder e intuitivamente comenzó a tratar, mediante un masaje especial ideado por él, los ganglios hinchados, felizmente con excelentes resultados[cita requerida].
Cuando nadie se atrevía a tocar los ganglios inflamados, él y su mujer lo hacían, sembrando las simientes de una terapia manual. 
Su intuición estaba bien encauzada. Hoy sabemos que la contraindicación de la técnica recae sobre las inflamaciones agudas, pero que no está contraindicada en las afecciones crónicas, donde la palpación no es dolorosa. Así se gestó y nació el drenaje linfático manual, método original de Vodder.
En 1936, después de cuatro años de investigación presenta su método en París para la regeneración del sistema linfático y los tejidos de la piel. La propagación y desarrollo de este método de tratamiento (drenaje linfático manual) alcanzó a gran cantidad de profesionales europeos, no solo de la medicina, sino también de otros campos. Se empezaron a interesar cirujanos maxilo-faciales, dentistas, médicos naturistas (fisioterapeutas, comadronas, enfermeras), masajistas y esteticistas, en conocer este gran científico llamado Vodder.
El trabajo de difusión realizado por el Dr. Vodder mediante cursos y conferencias ha sido ampliamente reconocido por numerosos terapeutas de todo el mundo. En 1976 da su primer curso en España, en Barcelona concretamente.